# Acanthoxia
Acanthoxia es un género de saltamontes perteneciente a la subfamilia Hemiacridinae de la familia Acrididae, y está asignado a la tribu Leptacrini. Este género se distribuye en África continental.

## Especies
Las siguientes especies pertenecen al género Acanthoxia:
- Acanthoxia aculeus Grunshaw, 1996
- Acanthoxia brevipenne Grunshaw, 1996
- Acanthoxia gladiator (Westwood, 1841)
- Acanthoxia lanceolata (Bolívar, 1890)
- Acanthoxia natalensis (Krauss, 1877)